# Riachuelo (kommun i Brasilien, Sergipe)
Riachuelo är en kommun i Brasilien.   Den ligger i delstaten Sergipe, i den östra delen av landet, 1 300 km öster om huvudstaden Brasília. Antalet invånare är 9 351.
Omgivningarna runt Riachuelo är huvudsakligen savann. Runt Riachuelo är det ganska tätbefolkat, med 160 invånare per kvadratkilometer.